# Soini
Soini är en kommun i landskapet Södra Österbotten i Finland. Soini har 1 997 invånare och har en yta på 574,22 km².
Soini är enspråkigt finskt.
En by i kommunen är Konungså.

## Politik

### Mandatfördelning i Soini, valen 1976–2021
| 1 | 2 | 2 | 14 | 1 | 1 |

| 1 | 1 | 2 | 13 | 2 | 2 |

| 1 | 3 | 13 | 2 | 2 |

| 1 | 1 | 3 | 13 | 2 | 1 |

| 1 | 1 | 4 | 12 | 2 | 1 |

| 1 | 2 | 13 | 4 | 1 |

| 1 | 1 | 12 | 5 | 2 |

| 4 | 10 | 5 | 2 |

| 16 | 5 |

| 1 | 4 | 11 | 3 | 2 |

| 16 | 5 |

| 1 | 4 | 11 | 3 | 2 |

| 10 | 11 |

| 3 | 11 | 5 | 2 |

| 11 | 10 |

| 1 | 4 | 10 | 5 | 1 |

| 12 | 9 |

## Befolkningsutveckling
| Befolkningsutvecklingen i Soini 1975–2020                                                                    | Befolkningsutvecklingen i Soini 1975–2020 | Befolkningsutvecklingen i Soini 1975–2020 | Befolkningsutvecklingen i Soini 1975–2020 | Befolkningsutvecklingen i Soini 1975–2020 |
| --- | ----------------------------------------- | ----------------------------------------- | ----------------------------------------- | ----------------------------------------- |
| |                                           |                                           |                                           |                                           |
| År |                                           |                                           | Folkmängd                                 |                                           |
| 1975 | 1975                                      |                                           | 3 246                                     |                                           |
| 1980 | 1980                                      |                                           | 3 038                                     |                                           |
| 1985 | 1985                                      |                                           | 2 959                                     |                                           |
| 1990 | 1990                                      |                                           | 3 026                                     |                                           |
| 1995 | 1995                                      |                                           | 2 925                                     |                                           |
| 2000 | 2000                                      |                                           | 2 799                                     |                                           |
| 2005 | 2005                                      |                                           | 2 614                                     |                                           |
| 2010 | 2010                                      |                                           | 2 391                                     |                                           |
| 2015 | 2015                                      |                                           | 2 224                                     |                                           |
| 2020 | 2020                                      |                                           | 2 007                                     |                                           |
| Anm: Uppgifterna avser förhållandena den 31 december nämnda år enligt områdesindelningen den 1 januari 2022. |                                           |                                           |                                           |                                           |